# حسين القحطاني
حسين آل منصر القحطاني لاعب كرة قدم سعودي ويلعب في خط الوسط حالياً مع نادي القادسية السعودي.

## مسيرة اللاعب
مثل نادي الهلال في الفئات السنية و نادي الفيصلي.

## روابط خارجية
- حسين القحطاني على موقع Soccerway.com (الإنجليزية)
- حسين القحطاني على موقع كووورة